# Charles Barter
Charles Barter, né en 1821 et mort le 15 juillet 1859, est un jardinier et botaniste écossais qui s'est formé à Kew Gardens à Londres, de 1849 à 1851. Il a été contremaître de Regent's Park de la Royal Botanic Society de 1851 à 1857. 

## Biographie
En 1857, il rejoint une expédition au Niger dirigée par William Balfour Baikie (1825-1864), naturaliste et philologue écossais, en correspondance avec Charles Darwin. L'expédition s'est terminée prématurément lorsque le navire a heurté des rochers près de Jebba. Il a fallu un an pour que les survivants soient sauvés et ramenés en Angleterre, mais Charles Barter n'est jamais revenu dans son pays. Il a attrapé la dysenterie et est décédé à Rabba, au Nigéria, en 1859. 

## Honneurs
Les plantes du genre Barteria Hook. F. de la famille des Passifloraceae commémorent son nom. 